# UTC+09:30

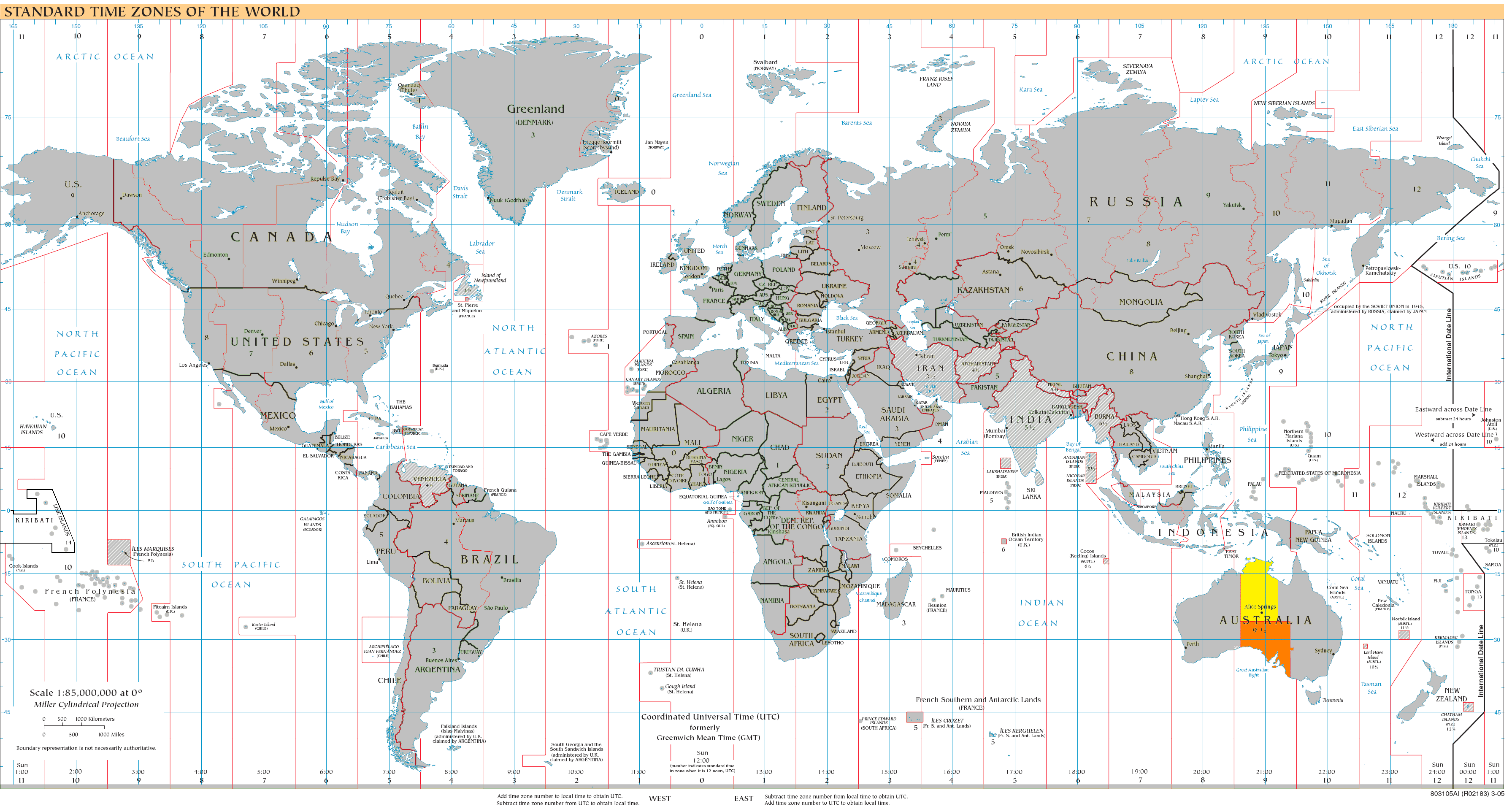
Az UTC+9:30 területei:

Az UTC+09:30 egy időeltolódás, amely kilenc és fél órával van előrébb az egyezményes koordinált világidőtől (UTC).

## Alap időzónaként használó területek (a déli félteke telein)

### Óceánia
- Ausztrália
  - Új-Dél-Wales
    - Yancovinna megye (benne Broken Hill-lel)

  - Dél-Ausztrália

## Alap időzónaként használó területek (egész évben)

### Óceánia
- Ausztrália
  - Északi-terület

## Időzóna ebben az időeltolódásban
| Időzóna neve angolul             | Időzóna neve magyarul        | Időzóna rövidítése |
| -------------------------------- | ---------------------------- | ------------------ |
| Australian Central Standard Time | Ausztrál központi (téli) idő | ACST               |

## Fordítás
Ez a szócikk részben vagy egészben  az   UTC+09:30 című angol Wikipédia-szócikk ezen változatának fordításán alapul.  Az eredeti cikk szerkesztőit annak laptörténete sorolja fel. Ez a jelzés csupán a megfogalmazás eredetét és a szerzői jogokat jelzi, nem szolgál a cikkben szereplő információk forrásmegjelöléseként.

## Kapcsolódó szócikk
- UTC+10:30